# Elecciones municipales de Nicaragua de 2000
Las elecciones municipales de Nicaragua de 2000 se realizaron un año antes de la elección presidencial. Unos tres millones de votantes debían elegir a los alcaldes y concejales para 151 municipios.

## Campaña
Los partidos más grandes que participaron en estas elecciones fueron el FSLN, el PLC, y el PC.

## Los votos anti-sandinistas
La FSLN obtuvo un poco más que 40% de los votos, mientras que todos los otros partidos, es decir los partidos anti-sandinistas obtuvieron casi 60% de los votos.
| Partidos políticos        | Porcentaje obtenido | Votos   |
| ------------------------- | ------------------- | ------- |
| Partidos Anti-Sandinistas | 59.50%              | 912.086 |
| FSLN                      | 40.37%              | 681.821 |

## Resultados de las principales municipalidades de Nicaragua[2][3][4]
| Partido político | Porcentaje obtenido | Votos   | Alcaldes obtenidos |
| ---------------- | ------------------- | ------- | ------------------ |
| PLC              | 41.55%              | 636,865 | 94                 |
| FSLN             | 40.37%              | 681.821 | 52                 |
| PC               | 13.30%              | 203.845 | 5                  |

## Consecuencias
El PLC pudo ganar las elecciones municipales y obtuvo 94 alcaldes, aun así hubo otros partidos Anti-Sandinistas, como el Partido Conservador.